# Claude-Fortuné Ruggieri
Claude-Fortuné Ruggieri (* 1777; † 30. August 1841) war ein Feuerwerker in Paris, der technische Fortschritte im Bereich der Pyrotechnik entwickelte und beschrieb. Er und auch andere Mitglieder seiner Familie waren für ihre innovativen Feuerwerke bekannt und wurden von der französischen Krone gefördert.:79–83 Sie eröffneten auch einen Lustgarten für das Volk, wo die Pariser ihre Feuerwerke genießen konnten.:220–226:86
Die Ruggieris führten Feuerwerke als Kunstform ein, bisher wurde es nur zu militärischen Zwecken genutzt.:79–83
Nach einem katastrophalen Feuerwerks-Unfall am 30. Mai 1770 fielen die Ruggieris in Ungnade. Claude-Fortuné Ruggieri war hauptverantwortlich für die Wiederherstellung des Ansehens der Familie. Er nutzte die neue Wissenschaft der Chemie, um neue Feuerwerke zu entwickeln, insbesondere farbige Feuerwerke, die die Ruggieris von ihren Rivalen abhoben.:77–88 Er entdeckte eine Möglichkeit, verlässlich ein lebhaftes „grünes Feuer“ hervorzubringen, das er in russischen Feuerwerken beobachtete.:220–231 In seinen Schriften behandelte Claude Ruggieri „aerial philosophy“,:85 die Zusammenstellung und Reaktionen von Gasen oder „airs“. Er erkannte den Wert der Chemie als eine Form des theoretischen Wissens und verband sie mit dem Handwerk der Pyrotechnik.:85
Claude-Fortuné Ruggieri war mit André-Jacques Garnerin,:85 dem offiziellen Aeronauten Frankreichs, befreundet und experimentierte mit Ballons und Raketen.:89–91
Ruggieri ist die erste Person, die lebende Passagiere mit einer Rakete beförderte. Seine Passagiere waren hauptsächlich Mäuse und Ratten, aber auch Schafe. Er verwendete Fallschirme, um seine Passagiere wieder wohlbehalten zur Erde zurückkehren zu lassen.

## Familie
Claude-Eugène-Fortuné Ruggieri wurde 1777 geboren, seine Eltern waren Petronio und Jeanne-Elizabeth Ruggieri.:226 Die Ruggieris waren Italiener, die französische Staatsbürger geworden waren. Die fünf Ruggieri-Brüder (Antonio, Francesco, Gaetano, Petronio und Pietro) verließen Bologna, Italien mit dem Ziel Paris, Frankreich im Jahr 1743. Sie kamen aus einer Feuerwerks-Tradition, bei der diese als Teil von Theaterstücken genutzt wurde, und begleiteten die Comédie Italienne nach Paris.:139–142  Ihre spectacles pyriques, auf fixen und beweglichen eisernen Vorrichtungen montierte Feuerwerke, wurden zwischen den einzelnen Akten von Theaterstücken gezündet. Schon bald wurden die Feuerwerke eigene Vorstellungen, sorgfältig konzipierte Vorführungen, die Geschichte und Mythologie thematisierten.:77–79

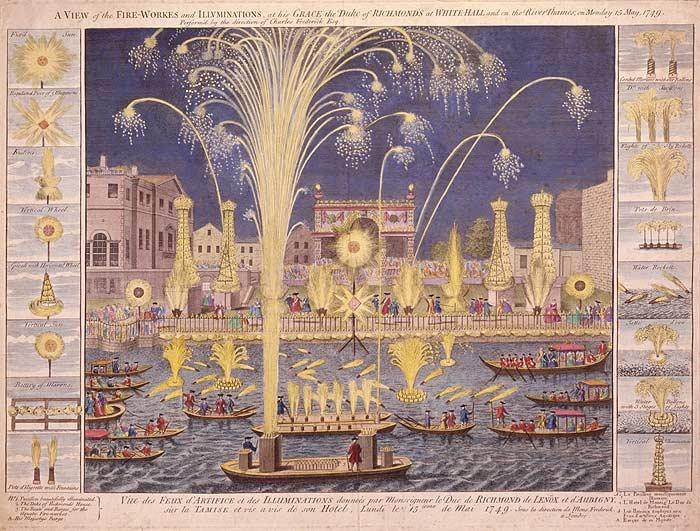
Königliche Feuerwerke und Erleuchtungen in Whitehall und auf der Themse, für König George II. von Großbritannien, 15. Mai 1749

Die Ruggieris wurden zu artificiers du Roi von König Ludwig XV ernannt. Die Familie gedieh unter dem Schutz der Krone als Feuerwerker und Pyrotechniker. Louis XV (1710–1774) förderte die älteren Ruggieri-Brüder. Gaetano Ruggieri diente König George II von Großbritannien. Petronio Ruggieri (−1794) hatte zwei Söhne, Michel-Marie (−1849) und Claude-Fortuné.:77–78
Michel-Marie und Claude-Fortuné kreierten und zündeten aufwändige Feuerwerksdarstellungen für Napoleon I., Ludwig XVIII., und Karl X.:85–86
Im August 1764 richtete Giovani Battista Torre (auch bekannt als Jean-Baptiste Torré) einen Lustgarten am Saint-Martin Boulevard in Paris ein. Er wurde als Waux-hall de Torré, oder Waux-hall d’été, bekannt, angelehnt an die Londoner Vauxhall Gardens. Torré veranstaltete öffentliche Feuerwerke, die künstliche Vulkane beinhalteten.:212–217 Im Jahr 1766:86 wurde Pietro Ruggieri der „würdige Rivale“ von Torre, indem er seinen eigenen Garten, den Jardin Ruggieri, in der Rue Neuve-Saint-Lazare 20 eröffnete und damit auf die Pariser Öffentlichkeit abzielte. Nach seinem Tod 1778 fiel der Besitz an seinen Bruder Petronio.:220–223 1794 übernahmen Michel-Marie und Claude-Fortuné Ruggieri den Garten.:86
In späteren Generationen diente Michels Sohn François Ruggieri (1796–1862) Mehmet Ali, Vizekönig von Ägypten, als Pyrotechniker.
Claude-Fortunés Sohn, Désiré-François Ruggieri (1818–1885), wurde der Leiter des Familiengeschäftes in Frankreich und arbeitete als Pyrotechniker für Napoleon III. Das Familiengeschäft der Ruggieris ist auch heute in Frankreich noch aktiv.

## Werke

### Feuerwerk
Am 30. Mai 1770 endete ein von Petronio Ruggieri geplantes Feuerwerk zur Feier der Hochzeit des künftigen Königs Ludwig XVI. und Marie Antoinette in einer Katastrophe. Nasses Wetter und Wind sorgten dafür, dass viele Teile der feurigen Bilder direkt in die Zuschauer geweht wurden und dort eine Massenpanik verursachten, bei der viele Menschen zu Tode getrampelt wurden.:221–223:75 Die Stadt Paris kürzte daraufhin das Budget für Feuerwerke, was die Haupteinnahmequelle der Familie Ruggieri war.:77
Claude-Fortuné Ruggieri war hauptverantwortlich für die Wiederherstellung des Ansehens der Familie. Er nutzte die neue Wissenschaft der Chemie, um neue Feuerwerke zu entwickeln, insbesondere farbige Feuerwerke, die die Ruggieris von ihren Rivalen abhoben.:77–88 Ruggieri war führend dabei, Farben als wichtiges Element der Feuerwerke zu etablieren, erkannte den Wert der Chemie als eine Form des theoretischen Wissens zur Herstellung farbiger Pyrotechnik:

“Pyrotechny... is a dark chaos which one cannot penetrate without the torch of chemistry.”

„Pyrotechnik... ist ein dunkles Chaos, das man ohne die Fackel der Chemie nicht durchdringen kann.“

Vor Ruggieri war die Standardfarbe von Feuerwerken ein helles „weißes Feuer“, auch als „natürliches Feuer“ bekannt. Profis versuchten manchmal Farben in ihre Feuerwerke zu bringen, meistens indem sie Materialien der gewünschten Farbe (z. B. indigo für Blau) beimengten, was allerdings bestenfalls eine blasse Färbung bewirkte.
Die Ruggieris versuchten erstmals 1766 mit der Hilfe des Chemikers Antoine Lavoisier farbiges Feuer herzustellen. Lavoisier hatte jedoch nur wenig Erfolg in seinen Versuchen, gelbes, grünes und blaues Feuer herzustellen.:220–221:86
Es gab Berichte über ein brillantes grünes Feuer, das Michail Wassiljewitsch Danilow und Matwej Martynow am Hof des Russischen Zaren gezeigt hatten. Andere Pyrotechniker konnten diese Effekte jedoch nur sehr schwer nachstellen.
Im Jahre 1804, nachdem er einen Augenzeugenbericht des russischen Grünen Feuers gehört hatte, begann Claude Ruggieri mit der Beigabe von Metallsalzen zu experimentieren, um farbige Flammen zu erzeugen.:226–231

“Ruggieri took four parts of verdigris (copper carbonate) and two parts blue vitriol (copper sulphate) and one part sal-ammoniac (ammonium chloride). He mixed them together and added alcohol, then dipped cotton threads into the wet paste and hung them on the figure of a palm tree to make the leaves appear to burn green. The sal-ammoniac volatized the metal salts to increase the intensity of the colour.”

„Ruggieri nahm vier Teile Patina (Kupfercarbonat) und zwei Teile blauen Vitriol (Kupfersulfat) und einen Teil Salmiak (Ammoniumchlorid). Er mischte sie zusammen und gab Alkohol dazu, tauchte dann Baumwollfäden in die feuchte Paste und hing sie auf eine Figur einer Palme, um ihre Blätter in grünem Feuer erscheinen zu lassen. Das Ammoniumclorid verdampfte  die Metallsalze um die Intensität der Farben zu verstärken.“

Ruggieri war der erste, der grünes Feuer öffentlich verwendete, es war Teil eines Feuerwerks zur Feier der Hochzeit von Napoleon I und Marie Louise, Gräfin von Parma im Juni 1810.:230

Zeichnung des Tempel des Hymen, eine Feuerwerks-Installation zur Feier der Hochzeit von Napoleon und Marie Louise am Wohnsitz der Prinzessin Pauline Borghèse, dem Palais De Neuilly, 1810

Ruggieri schrieb eine Menge Arbeiten, die sowohl ins Englische und Deutsche übersetzt als auch in Französisch veröffentlicht wurden. Ruggieris erstes Buch, Elémens De Pyrotechnie (1801, 1811, 1821),
war Jean-Antoine Chaptal gewidmet, dem Autor von Elémens De Chimie und Minister in Napoleons Regierung. Dadurch positionierte sich Ruggieri mit einer post-revolutionären Sicht der Wissenschaft. Chaptal war ein Verfechter des „neuen Mannes“, der theoretisches Wissen mit handwerklichen Fähigkeiten verbindet.:85
Elémens De Pyrotechnie war voller Abhandlungen über Chemie und Physik.:85 Ruggieri thematisierte „aerial philosophy“,:85 bezugnehmend auf einige von Joseph Priestleys Ideen betreffend der Zusammenstellung und Reaktion von Gasen oder „airs“. Ruggieri zeigte jedoch keine Unterschiede zwischen der Phlogiston-Theorie und Lavoisiers Kalorischer Theorie der Verbrennung auf.:228
Gleichzeitig ist das Buch jedoch voll mit praktischen Beschreibungen und detaillierten Zeichnungen über die Herstellung und den Gebrauch von Feuerwerk. 1922 beschrieb Alan Brock Ruggieri als „den ersten Autor, der mit diesem Thema so umging, um den professionellen Leser vom praktischen Wissen des Themas zu überzeugen.“:142

Elémens De Pyrotechnie, title page, 1811
Plate 1, Laboratory bench equipment
Plate 25, Armatures for fireworks
Plate 26, Palm tree of green fire

### Ballone, Raketen und Fallschirme
Claude Ruggieri war ein Freund von André-Jacques Garnerin,:85 dem offiziellen Aeronauten Frankreichs, der in Ruggieris Lustgarten Ballonfahrten veranstaltete. 1801 feierten Garnerin und Ruggieri den Bastille-Tag mit einer Kombination einer Ballonfahrt und eines Feuerwerks.:89–91
Zusätzlich zu seinen Experimenten mit Ballons benutzte Claude Ruggieri Raketen, um lebende Passagiere in die Höhe zu befördern, und Fallschirme, um sie sicher zur Erde zurückkehren zu lassen.
Schon 1806 schickte Ruggieri Mäuse und Ratten in Raketen in die Luft und ließ sie per Fallschirm wieder landen. Er schickte offenbar auch ein Schaf in etwa 200 Meter Höhe und ließ es ebenfalls mit einem Fallschirm landen. Ruggieri wird daher als erste Person angesehen, die Raketen benutzte, um Lebewesen zu transportieren.
Im Jahre 1830 verkündete Ruggieri, dass er eine größere Menge von Raketen benutzen würde, um ein größeres Tier, ein Schaf, in die Luft zu befördern. Ein junger Mann (Gerüchten zufolge 11 Jahre alt) bot an, den Platz des Schafes einzunehmen. Es wurden Pläne gemacht, ihn vom Marsfeld aus in die Luft zu schießen. Die französischen Behörden griffen jedoch ein und verboten den Flug, wahrscheinlich wegen des Alters des Freiwilligen.

## Tod
Ruggieri starb am 30. August 1841 in der Rue de Clichy 88 in Paris. Seine Witwe war Catherine Antoinette Lagrange, die er 1819 geheiratet hatte.

## Veröffentlichungen
- Claude-Fortuné Ruggieri: Elémens de pyrotechnie : divisés en cinq parties ; la première, contenant le traité des matières ; la 2e., les feux de terre, d'air et d'eau ; la 3e., les feux d'aérostation ; la 4e., les feux de théâtre ; et la 5e., les feux de guerre. Suivis d'un vocabulaire et de la description de quelques feux d'artifice, etc. Barba, libraire, Palais-Royal, derrièâtre français, no. 51 ; : Magimel, libraire, rue de Thionville, Paris, France 1801. Editions appeared in 1801, 1811, and 1821.
- Claude Fortuné Ruggieri: Pyrotechnie militaire, ou, Traité complet des feux de guerre et des bouches à feu : contenant l'origine de la pyrotechnie militaire, les principes chimiques et mécaniques pour composer, préparer et lancer les machines incendiairies à l'usage des arsenaux de terre et de mer ; un Précis des bouches à feu ; un Abrégé de la fortification, de la défense, de l'attaque, etc. / suivi d'un vocabulaireerre et des bouches à feu. Chez l'auteur, Paris 1812.
- Claude-Fortuné Ruggieri, Charles-Louis-Étienne Bachelier, Jean-Nicolas Barba, Joseph-Denis David, Simon-César Delaunay: Précis historique sur les fêtes, les spectacles et les réjouissances publiques : contenant sommairement: l'institution des fêtes chez quelques peuples de l'antiquité ; le couronnement et le sacre des souverains ; les fêtes en général, et leurs particularités ; les jeux scéniques, et les divertissemens accessoires ; les descriptions des fêtes et des réjouissances publiques les plus remarquables, depuis Henri IV jusqu'au sacre de Charles X. Chez l'auteur, rue de Clichy, no 88. Bachelier, libraire, quai des Augustins. Delaunay, libraire, au Palais-Royal. Barba, au Palais-Royal, Galerie de Chartres, Paris 1830.